# Suezkanaalstadion
Het Suezkanaalstadion is een multifunctioneel stadion in Ismaïlia, een stad in Egypte. 
Het oude stadion op deze locatie werd volledig afgebroken en opnieuw opgebouwd tussen 2019 en 2022. De capaciteit werd daardoor ook uitgebreid van 10.000 tot 21.000. De opening zou aanvankelijk al in 2021 zijn. Door de coronapandemie liep de bouw echter vertraging op en was de opening uiteindelijk op 8 september 2022.
Het stadion wordt gebruikt door voetbalclub El Qanah FC. Het maakt deel uit van een grote sportterrein waar ook andere sporten kunnen worden beoefend dan voetbal. Zo zijn er ook faciliteiten voor atletiek, zwemmen en hockey. Het stadion is zo gebouwd dat het voldoet aan internationale eisen. Zo werd het in 2023 gebruikt voor het Afrikaans kampioenschap voetbal onder 20.